# 1998年柬埔寨大選
1998年7月26日，柬埔寨举行大选。结果是柬埔寨人民党取得了胜利，该党赢得了122个席位中的64个席位，其领导人洪森当选首相。反对党要求重新计票，并声称存在违规行为，许多国际观察员支持这种说法。选民投票率为93.7%。